# Tu Ai-yu
Tu Ai-yu (Chinees: 涂阿玉; Fengyuan, 29 september 1954) is een Taiwanese golfprofessional die actief was op de LPGA of Japan Tour, van 1981 tot 2008, en de LPGA Tour, van 1976 tot 1981.

## Loopbaan
In 1974 werd Tu een golfprofessional. Van 1974 tot 2008 won ze 69 golftoernooien op de LPGA of Japan Tour waarvan ze niet als lid van de tour elf toernooien won. In 1981 werd ze pas lid van de tour en voegde nog 59 zeges toe op haar erelijst. Ze werd zeven keer (1982, 1983, 1984, 1985, 1986, 1989 & 1991) uitgeroepen tot geldwinnares (nu de Order of Merit) van de tour. 
In januari 1976 kwalificeerde Tu via de 'qualifying school'-toernooi voor de LPGA Tour en ze bleef daar golfen tot in 1981. In 1986 won ze als niet LPGA-lid een toernooi van de LPGA.

## Erelijst

### Professional
LPGA of Japan Tour
| Jaar | # | Toernooi(en) |
| ---- | - | --- |
| 1974 | 1 | Tokai Classic |
| 1975 | 1 | Hiroshima Women's Open |
| 1976 | 2 | Hiroshima Women's Open, Toyotomi Ladies |
| 1977 | 2 | Chinese Women's Open, Hiroshima Women's Open |
| 1978 | 1 | Tokai Classic |
| 1979 | 3 | Lake Suwa Women's Open, Sanyo Queens, JLPGA Lady Borden Cup |
| 1980 | 1 | Junon Women's Open |
| 1981 | 1 | Lake Suwa Women's Open |
| 1982 | 9 | Mitsukoshi Ladies Open, Nasu Ogawa Ladies, World Ladies Golf Tournament, Mitsubishi Fanta Database Ladies, Hokkaido Women's Open, Lady Isuzu Cup, Miyagi TV Cup Ladies Open, JLPGA Lady Borden Cup, Sanyo Queens                  |
| 1983 | 9 | Mizuno Golf Tournament, Dunlop Ladies Open, Japan Women's Open, Kumamoto Chuou Ladies Cup, Sanin Ladies, Hokuriku Queens, Tsumura Itsuki Classic, JLPGA Lady Borden Cup, Saikai National Park Ladies Open                         |
| 1984 | 7 | Okinawa Makiminato Ladies, Uniden Hiroshima Women's Open, Sanin Ladies, Mitsubishi Fanta Database Ladies, Takara Shuzo Invitational, Kosaido Asahi Golf Cup, Sanyo Queens                                                         |
| 1985 | 7 | Tokushima Tsukinomiya Ladies Open, Nasu Ogawa Ladies, Roku Konishi Cup World Ladies Golf Tournament, Junon Women's Open, Fujisankei Ladies Classic, Itoen Ladies, Japan LPGA Championship                                         |
| 1986 | 9 | Kibun Ladies Classic, Yamaha Cup Ladies, Nasu Ogawa Ladies, Yakult Mirumiru Ladies, Sanin Ladies, Japan Women's Open, Hokkaido Women's Open, Mazda Japan Classic (co-sanctioned with LPGA Tour), Saikai National Park Ladies Open |
| 1987 | 1 | Hokkaido Women's Open |
| 1988 | 2 | Marcoux Ladies, Qtai Queens |
| 1989 | 5 | Tohato Ladies, Nasu Ogawa Ladies, Toyo Suisan Ladies Open, Itoen Ladies, Kosaido Asahi Golf Cup |
| 1990 | 1 | Kibun Ladies Classic |
| 1991 | 2 | Toto Motors Ladies, Japan Women's Open |
| 1992 | 3 | Yamaha Cup Ladies, Yonex Ladies Open, Karasuyamajo-Itsuki Classic |
| 1993 | 1 | Tohato Ladies |
| 2002 | 1 | Saishunkan Ladies Hinokuni Open |

Toernooien in het vet zijn "major championships".
LPGA Tour
| Nr. | Datum           | Toernooi            | Score        | Score | Info                                                                    |
| --- | --------------- | ------------------- | ------------ | ----- | ----------------------------------------------------------------------- |
| 1   | 8 november 1986 | Mazda Japan Classic | 68-69-76=213 | –3    | Won de play-off van Cathy Gerring, Becky Pearson en Mary Beth Zimmerman |

Legends Tour
- 2005: World Ladies Senior Golf Open Championship